# Aetana kinabalu
Aetana kinabalu is een spinnensoort uit de familie trilspinnen (Pholcidae). De soort komt voor in Borneo. 